# 歌手列表

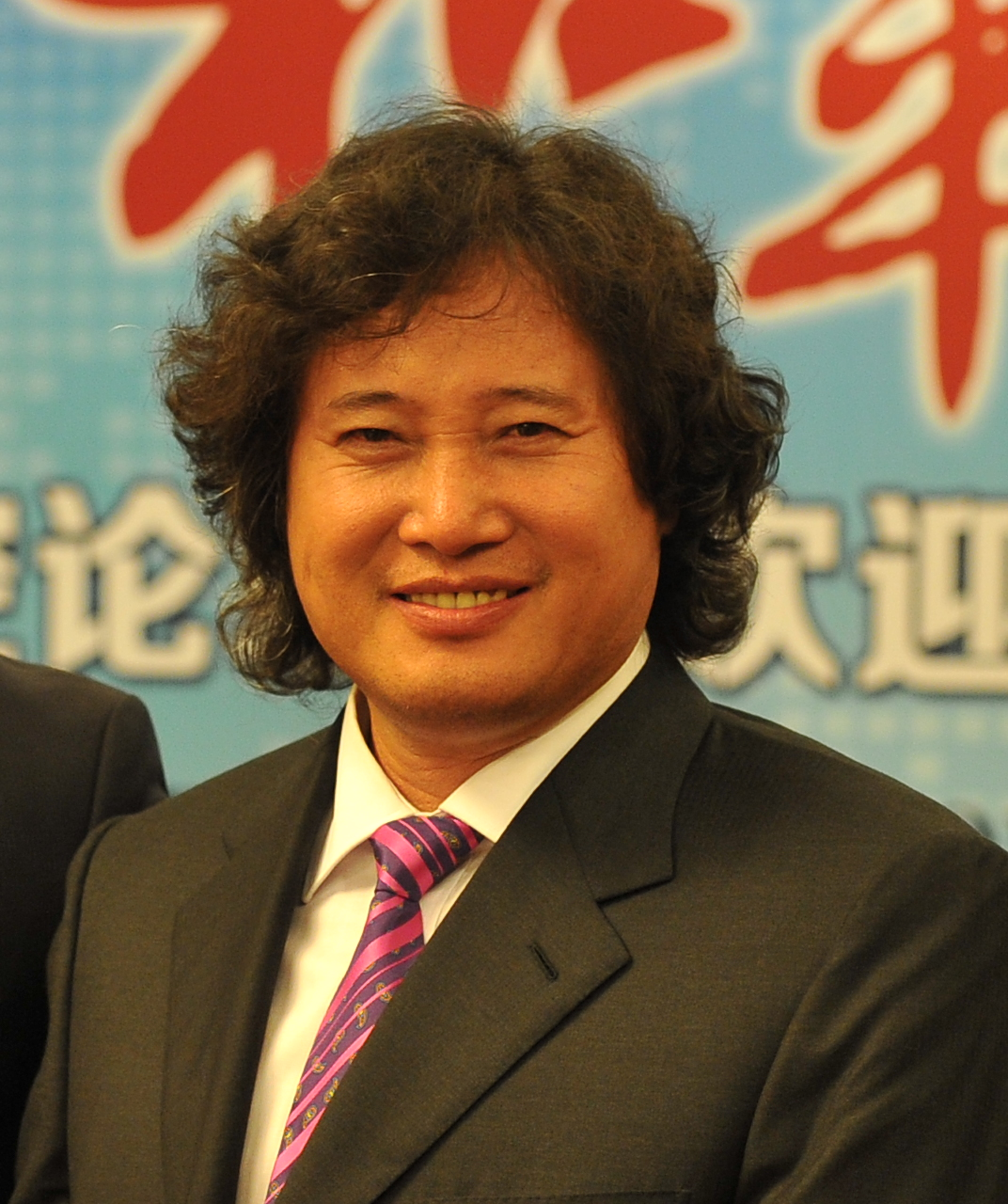
戴玉强（1963年3月12日—）河北廊坊文安县人

歌手列表：

## 定義
在中國大陸則被定義為演員類的歌唱演員。

## 按地區
- 阿富汗歌手列表
- 非洲歌手列表
- 阿爾巴尼亞歌手列表
- 阿爾及利亞歌手列表
- 阿爾戈蘭歌手列表
- 美國歌手列表
- 安道爾歌手列表
- 阿根廷歌手列表
- 亞美尼亞歌手列表
- 澳洲歌手列表
- 奧地利歌手列表
- 阿塞拜疆歌手列表
- 巴哈馬歌手列表
- 孟加拉歌手列表
- 白俄羅斯歌手列表
- 比利時歌手列表
- 波斯尼亞歌手列表
- 巴西歌手列表
- 英國歌手列表
- 保加利亞歌手列表
- 蒲隆地歌手列表
- 柬埔寨歌手列表
- 喀麥隆歌手列表
- 加拿大歌手列表
- 哥倫比亞歌手列表
- 克羅埃西亞歌手列表
- 賽普勒斯歌手列表
- 捷克歌手列表
- 丹麥歌手列表
- 剛果民主共和國歌手列表
- 荷蘭歌手列表
- 厄瓜多歌手列表
- 愛沙尼亞歌手列表
- 埃及歌手列表
- 菲律賓歌手列表
- 芬蘭歌手列表
- 法國歌手列表
- 喬治亞歌手列表
- 德國歌手列表
- 加納歌手列表
- 希臘歌手列表
- 匈牙利歌手列表
- 冰島歌手列表
- 印度歌手列表
- 印尼歌手列表
- 伊朗歌手列表
- 愛爾蘭歌手列表
- 以色列歌手列表
- 義大利歌手列表
- 牙買加歌手列表
- 日本歌手列表
- 肯亞歌手列表
- 韓國歌手列表
- 拉脫維亞歌手列表
- 立陶宛歌手列表
- 盧森堡歌手列表
- 馬其頓歌手列表
- 馬來西亞歌手列表
- 馬爾他歌手列表
- 墨西哥歌手列表
- 摩爾多瓦歌手列表
- 黑山歌手列表
- 尼泊爾歌手列表
- 紐西蘭歌手列表
- 尼日利亞歌手列表
- 挪威歌手列表
- 巴基斯坦歌手列表
- 波蘭歌手列表
- 葡萄牙歌手列表
- 羅馬尼亞歌手列表
- 俄羅斯歌手列表
- 塞爾維亞歌手列表
- 新加坡歌手列表
- 斯洛伐克歌手列表
- 斯洛維尼亞歌手列表
- 斯里蘭卡歌手列表
- 西班牙歌手列表
- 蘇丹歌手列表
- 瑞典歌手列表
- 瑞士歌手列表
- 台灣歌手列表
- 香港歌手列表
- 塔吉克歌手列表
- 土耳其歌手列表
- 烏幹達歌手列表
- 烏克蘭歌手列表
- 烏拉圭歌手列表
- 烏茲別克歌手列表
- 越南歌手列表
- 威爾斯歌手列表
- 尚比亞歌手列表
- 辛巴威歌手列表

## 按類型
- 非古典音樂男中音列表
- 卡納提克歌手列表
- 基督教聲樂藝術家列表
- 非古典音樂中的女低音列表
- 低聲歌手列表
- 重金屬女歌手列表
- 爵士歌手列表
- 非古典音樂女中音列表
- 歌劇女低音列表
- 歌劇流行藝人列表
- 搖滾女歌手列表
- 擬聲歌手列表
- 非古典音樂女高音列表
- 蘇菲派歌手列表
- 探戈歌手列表
- 非古典音樂男高音列表

## 按國籍流派
- 美國鄉村女歌手列表
- 阿塞拜疆歌劇演員列表
- 巴西基督教音樂歌手和樂隊列表
- 丹麥歌劇女高音列表
- 芬蘭歌劇女高音列表
- 挪威歌劇女高音列表
- 瑞典歌劇女高音列表
- 愛爾蘭傳統歌手列表
- 巴基斯坦流行歌手列表
- 俄羅斯歌劇演員列表
- 烏克蘭歌劇演員列表

## 按語言地區
- 南非荷蘭語歌手列表
- 喬迪歌手列表
- 普什圖語歌手列表
- 旁遮普歌手列表
- 信德歌手列表
- 阿加里歌手列表

## 其他
- 非裔美國歌手列表
- 百老匯音樂劇明星列表
- 主唱列表
- 創作歌手列表